# 39
39 (XXXIX) var ett normalår som började en torsdag i den julianska kalendern.

## Händelser

### Okänt datum
- Tigellinus, minister och favorit till framtide romerske kejsaren Nero, förvisas på grund av otrohet med Caligulas systrar.
- Domitius Afer och Caligula blir konsuler i Rom.
- Agrippa I, kung av Judeen, återkallas till Rom.
- Legio XV Primigenia och XXII Primigenia skickas av Caligula till den germanska gränsen.
- Caligulas fälttåg i Germanien stoppas genom en konspiration, ledd av Cassius Chaerea.
- Caligula beordrar att en staty av honom själv skall placeras i Jerusalems tempel. Guvernören av Syrien, Publius Petronius, som bär ansvaret för resandet av statyn, utsätts för massdemonstrationer av judar i området och lyckas förhala byggandet av statyn till Caligulas död (24 januari 41).
- Trungsystrarna motstår de kinesiska influenserna i Vietnam.
- Filon leder en judisk delegation till Rom för att protestera mot de antijudiska stämningarna i Alexandria.

## Födda
- 3 november – Marcus Annaeus Lucanus, romersk poet
- 30 december – Titus, romersk kejsare 79–81
- Julia Drusilla, dotter till kejsar Caligula
- Britannicus, son till senare kejsar Claudius och dennes tredje hustru Messalina

## Avlidna
- Seneca d.ä., romersk författare och retoriker.
- Herodes Antipas, fjärdingsfurste av Galileen och Pereen.